# Famille Benay
La famille Benay est une famille impliquée dans développement du secteur de la soie, autour de Lyon et d'Aubenas, entre les XVe et XVIIe siècles. Elle est connue pour avoir approvisionné de nombreux canuts tisseurs de soie.
La famille est originaire d'Italie, de Bologne, où les nombreux moulins avaient permis un développement de la soie dès le XIIe siècle.

## Historique
Antoine Gayotti, originaire de Bologne, s'installe en 1536, à La Valla-en-Gier et fut suivi par Horace Benay et son fils Jean-Antoine Benay en 1572. Les Benay s'installent à Virieu en 1586 afin de bénéficier de la protection du Château de Virieu et son châtelain Jean de Fay, qui avait participé au siège de Bologne lors des campagnes d'Italie.
Protestant, puis catholique, Jean de Fay accorde une concession à Pierre Benay pour ses moulins à soie. Son but est de trouver une solution pacifique aux conflits religieux très vifs. Antoine Benay, César Benay et Jean-Antoine Benay, les trois fils de Pierre, continuent en 1590 leur activité dans la région. L'un est établi à La Valla-en-Gier et l'autre à Virieu.
Le XVIe siècle est aussi l'époque où Olivier de Serres devient un agronome réputé, qui convaincra Henri IV de développer la culture du mûrier pour le ver à soie.
Plus tard, en 1669, un autre Pierre Benay (descendant du premier) installe près de Condrieu un moulin à soie plus perfectionné, à la demande du conseil municipal de la Ville de Lyon. Les canuts y sont très nombreux dès cette époque avec 13 000 métiers à tisser. Pierre Benay et son protecteur Jean Deydier, un bourgeois né en 1607 et installé dans la région, obtiendront l'assentiment de Colbert, mais plus guère de soutien une fois que celui-ci entrera en disgrâce. L'industrie de la soie, mal vue à la cour de Versailles, va stagner dans la région jusqu'en 1715.
Jean-Marie Roland de la Platière, inspecteur des manufactures royales, explique dans son encyclopédie méthodique de 1780 que Pierre Benay s'est installé, en 1669, à Fores près d'Aubenas en créant un établissement modèle, utilisant la technologie italienne (tour et moulins à soie du Piémont), dont les élèves sont partis à Privas et Chomérac. Pierre Benay meurt en 1690 sans descendance, pendu en effigie pour traîtrise à Bologne.
Pierre Benay a cependant eu le temps de travailler avec Jean Deydier, dont la famille va développer, soixante ans plus tard, une des premières industries de la soie « mécanisée ». En 1751, les travaux de Vaucanson seront utilisés pour installer à Aubenas et Privas une manufacture royale importante. Cette manufacture, qui emploie jusqu'à 2 000 personnes en 1830, sera cependant critiquée dès 1780 par Jean Marie Roland de la Platière, qui la juge moins compétitive que les moulins à soie du Piémont.

## Pour approfondir